# Tex Winter

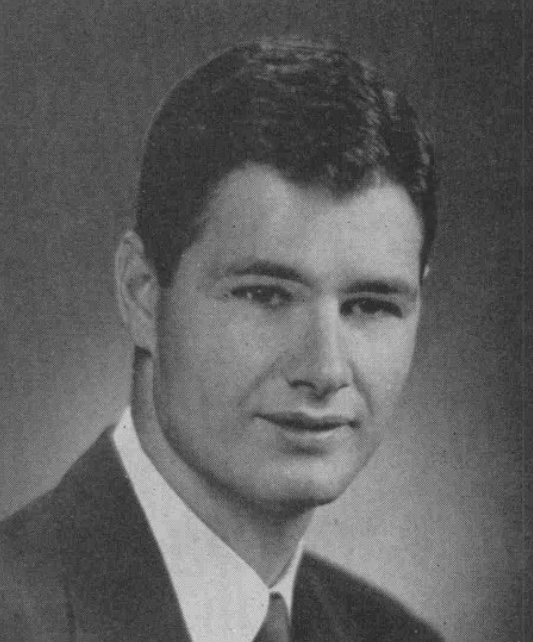
Tex Winter (1953)

Morice Fredrick „Tex“ Winter (* 25. Februar 1922 in Huntington Park, Kalifornien; † 10. Oktober 2018 in Manhattan, Kansas) war ein US-amerikanischer Basketballtrainer. Er gewann neun NBA-Titel als Assistenzcoach des vielfachen NBA-Meisters Phil Jackson und galt als Miterfinder der Triangle offense. Als Headcoach trainierte Winter Anfang der 1970er zwei Jahre lang die Houston Rockets in der National Basketball Association (NBA). Von den 1940er bis zu den 1980er Jahren war er jedoch in erster Linie als College-Coach bekannt.

## Karriere
Winter führte in den 1950er Jahren die „Triangle offense“ (Dreiecks-Angriffsstrategie) ein und schrieb darüber 1962 ein gleichnamiges Buch. Als der junge Coach Phil Jackson und er in den 1980er Jahren Assistenzcoaches bei den Chicago Bulls waren, griff Jackson seine Ideen auf. Als er Chefcoach wurde, machte er Winter zu seinem Assistenten. Gemeinsam implementierten sie die triangle offense und gewannen mit den Bulls um Michael Jordan und Scottie Pippen sechsmal und später mit den Los Angeles Lakers um Shaquille O’Neal und Kobe Bryant dreimal den NBA-Titel.

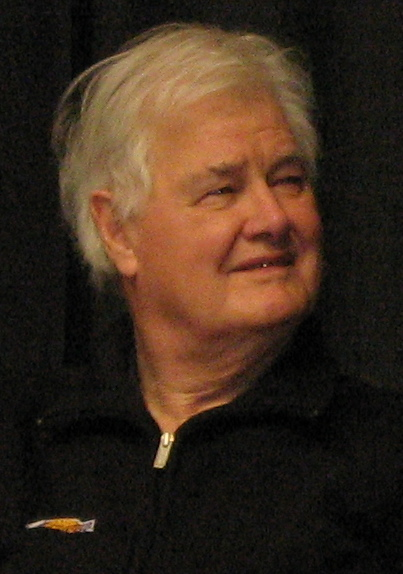
Tex Winter (2009)

Winter wurde 1998 für sein Lebenswerk mit dem John Bunn Lifetime Achievement Award der Naismith Memorial Basketball Hall of Fame ausgezeichnet und 2010 mit dem Chuck Daly Lifetime Achievement Award der NBA. Phil Jackson, der elf NBA-Titel mit Winters „Triangle offense“ holte, bezeichnete Winter als Vorbild und „Basketballgott“. 2011 wurde er in die Naismith Memorial Basketball Hall of Fame aufgenommen.
Winter war mit Nancy verheiratet und hatte drei Söhne.